# The Bronze Bride
The Bronze Bride è un film muto del 1917 diretto da Henry MacRae. Sceneggiato da Maud Grange e W.B. Pearson su un soggetto di J.R. Burkey, è ambientato in gran parte tra le foreste canadesi. Aveva come interpreti Claire McDowell, Frank Mayo, Edward Clark, Charles Hill Mailes e il piccolo Frankie Lee.

## Trama
Quando il figlio Harvey finisce gli studi, il ricco William Ogden vorrebbe che il giovane incominciasse a lavorare, ma Harvey non gli dà grandi soddisfazioni. Amareggiato, Ogden manda il figlio a cercare di farsi strada nel mondo con le sue proprie forze. Arrivato in Canada, Harvey si mette in affari con Joe Dubois, un cacciatore di pellice. Mentre è a caccia, Harvey rimane preso da una tagliola ma viene salvato da A-Che-Chee, la figlia di Black Lynx, un capo indiano. La ragazza porta il bianco nella sua capanna, dove lo cura. Scoperti da Black Lynx e dal fratello di lei, i due sono costretti a sposarsi.
Passano tre anni. Harvey ormai vive con la moglie e il figlio che hanno avuto. Un giorno, gli arriva una lettera da suo padre che gli chiede di ritornare a casa. Di notte, Harvey abbandona A-Che-Chee portando con sé il bambino. La donna, scoperta la sua fuga, è sopraffatta dal dolore. Ma Joe le consiglia di ritrovare Harvey, cercando la maniera di riconquistarlo. La porta a casa dei suoi zii, i Carter, che si adoperano per insegnarle i modi di comportamento dei bianchi e per inserirla nella società. A-Che-Chee fa così il suo debutto durante un ricevimento dato dal vecchio Odgen: il figlioletto, quando la vede, riconosce la madre con gioia mentre Harvey, preso dal rimorso, l'abbraccia pentito.

## Produzione
Il film fu prodotto dalla Red Feather Photoplays (Universal Film Manufacturing Company).

## Distribuzione
Il copyright del film, richiesto dalla Universal Film Mfg. Co., fu registrato il 21 marzo 1917 con il numero LP10428.
Distribuito dalla Red Feather Photoplays e presentato da Carl Laemmle, il film uscì nelle sale cinematografiche statunitensi il 2 aprile 1917.
Non si conoscono copie ancora esistenti della pellicola che viene considerata presumibilmente perduta.